# BBC Radio 1
Cet article possède des paronymes, voir BBC One et Radio 1.
BBC Radio 1 est une station de radio britannique, spécialisée dans la musique et destinée à un public jeune. Elle commence à émettre le samedi 30 septembre 1967 à 7 h 0 du matin, pour répondre à la popularité grandissante des radios pirates en Angleterre, notamment Radio Caroline ou Radio London. De nos jours, elle est principalement connue pour son émission hebdomadaire Essential Mix, présentée par Pete Tong et diffusée entre 0 h 0 et 2 h 0 (heure de Londres) dans la nuit de vendredi à samedi, suivie en direct à travers le monde.

## Historique
Le premier animateur à passer à l'antenne fut Tony Blackburn, dont le style lui vaudra le créneau horaire le plus populaire, le Breakfast Show; le premier disque diffusé sur Radio 1 fut Flowers in the Rain du groupe The Move.
Pour célébrer ses 40 ans d'existence, la radio a réalisé le double album Radio 1 Established 1967 dont le concept était de faire figurer 40 chansons de 1967 (année de la création de la radio) à 2006, reprises par des artistes actuels.
Les artistes participants ont dû se répartir les années et choisir un titre classé dans le Top 20 de l'année correspondante, néanmoins le groupe qui choisissait l'année 1967 devait faire la reprise de Flowers in the Rain du groupe The Move, qui fut le premier titre diffusé à l'antenne de la radio (le 30 septembre 1967).
Le 7 septembre 2017, Radio 1 fête ses 50 ans en invitant notamment des grands noms qui ont marqué l'histoire de la station et en créant une radio temporaire sur le DAB (Radio 1 Vintage).

## Identité visuelle

### Logos

Logo de Radio 1 de septembre 1967 à 1970.
Logo de BBC Radio 1 de 1970 à 1974.
Logo de BBC Radio 1 de 1974 à 1975.
Logo de Radio 1 de 1975 à 1988.
Logo de Radio 1 FM de 1988 à 1990.
Logo de BBC 1FM de 1990 à 1994.
Logo de BBC Radio 1 de 1994 à 1997.
Logo de BBC Radio 1 de 1997 à 2000.
Logo de BBC Radio 1 de 2000 à 2007.
Logo de BBC Radio 1 de 2007 à 2021.
Logo de BBC Radio 1 depuis 2021.

## Émissions

### Programmation
BBC Radio 1 se démarque des autres radios par les styles de musique qu'elle passe à l'antenne. Tandis que la plupart des radios commerciales britanniques ont créé leur identité sur un genre musical particulier, telle que la musique des années 1980, ou le rock classique par exemple, Radio 1 diffuse un panel extrêmement large de musique, allant du rock indépendant, du rock alternatif, à des musiques plus électroniques, comme la house, la drum'n'bass, en passant par la pop ou le rap.
On estime que BBC Radio 1 joue 4 000 chansons différentes chaque mois, comparé à environ 400 de la plupart des autres stations commerciales.
La station a enregistré et diffusé beaucoup de live et de sessions studios au cours des années, dont certains se sont ensuite retrouvés disponible dans le commerce sous forme d'albums ou de singles (Les Peel Sessions en particulier).
La radio diffuse, en journée, une playlist centrée autour des hits du moment. En soirée, elle laisse place à des émissions de musique plus spécialisées, dans des genres aussi divers que le rock, la musique urbaine, la dance, le punk, l'electro… Cette diversité des programmes correspond en fait à une nécessité de diversité musicale que s'impose la radio.

### Émissions notables
The Official Chart Show
- Il s'agit de l'émission du classement officiel hebdomadaire des singles, UK Singles Chart. Elle est diffusée chaque dimanche après-midi depuis 1967, au début sous le nom Pick of the Pop. Le 24 mars 2015, il est annoncé qu'à partir du 10 juillet 2015, l'émission passerait à un nouveau créneau horaire le vendredi après-midi dans le cadre de l'émission de Greg James de 16 h à 17 h 45. Le changement est dû à un accord international par l'industrie de la musique pour sortir tous les nouveaux albums et singles les vendredis. Le nouveau hebdomadaire ne joue que les plus hauts grimpeurs, les nouvelles entrées et le top 10 en entier. L'émission joue à l'origine le Top 20 en entier du 1 octobre 1967 au 5 octobre 1978, puis le Top 40 en entier du 12 octobre 1978 à 3 juillet 2015.

The Radio 1 Breakfast Show with Nick Grimshaw
- La matinale de la station animée par Nick Grimshaw, du lundi au jeudi de 6 h 30 à 10 h. Pendant de nombreuses années, et jusqu'en 2012, l'animateur emblématique des matinales est Chris Moyles.

The Drivetime Show with Greg James
- L'émission de divertissement de l'après-midi animée par Greg James, du lundi au jeudi de 16 h à 19 h.

The Essential Mix
- Retransmise par de nombreuses radios à travers le monde, l'émission de Pete Tong est sans doute l'une des plus célèbres émissions consacrées à la musique électronique. Depuis 1993, Essential Mix diffuse deux heures de mix ininterrompues, réalisées par un invité britannique ou international. De nombreux disc jockeys célèbres mixent pour son compte. Tous les vendredis en fin de soirée jusqu'aux premières heures du samedi matin, il est diffusé entre minuit et 2 heures du matin. Auparavant, le programme est diffusé entre le samedi soir et dimanche matin 1 heure et 3 heures du matin, puis entre 2 heures et 4 heures du matin, entre minuit et 2 heures du matin et enfin le samedi entre 4 h et 6 h du matin. L'émission est l'une des rares de la BBC à ne pas être en direct.

## Organisation

### Animateurs
Contrairement à la plupart des autres radios musicales au Royaume-Uni et même en France, BBC Radio 1 laisse une large place aux animateurs (par exemple, un programme de trois heures peut avoir au moins une demi-heure de discours et d'autres caractéristiques), due aux restrictions imposées par le service public (le needle time, imposant aux stations de la BBC une quantité limite de musique commerciale à diffuser qui n'existe plus aujourd'hui, y a grandement contribué).
Les émissions de la station sont séparées en deux grands groupes : les émissions de jour, davantage focalisées sur le divertissement et ne diffusant que la playlist de base, composée principalement de hits dits top 40, et les émissions de nuit, spécialisées dans certains types de musique avec une programmation beaucoup plus libre. Parmi les présentateurs de la journée, on retrouve Adele Roberts (de 4 h à 6 h 30), Greg James (de 6 h 30 à 10 h), Clara Amfo (de 10 h à 13 h), Scott Mills (de 13 h à 16 h), Nick Grimshaw (de 16 h à 19 h), ou encore Dev, Alice Levine (week-ends (dès vendredi) de 6 h à 10 h) ou Matt Edmondson (week-ends de 13 h à 16 h). En soirée, Huw Stephens (du lundi au mercredi soir dès 23 h) et Daniel P Carter (au dimanche soir dès 19 h) joue de la musique rock, y compris l'alternative, le métal et le hardcore ; Pete Tong, B.Traits, Danny Howard, Annie Nightingale ou Annie Mac sont quant à eux spécialisés dans la dance, l'électro, la house et la techno.

### Audiences
BBC Radio 1 est en février 2019 la troisième station de radio la plus écoutée au Royaume-Uni avec 9,37 millions d'auditeurs, derrière BBC Radio 2 et Radio 4.
Son audience est, selon les derniers sondages, de 6 % d'audience cumulée.

## Modulation de fréquence (FM)
On la reçoit en FM sur tout le territoire britannique (y compris les îles anglo-normandes et l'île de Man).
On peut aussi la recevoir en France, sur le littoral de la Manche :
- Les Platons (Jersey) / 97.1 MHz en Normandie (Cotentin et Calvados) et Nord Bretagne (Côte d'Émeraude) ;
- North Hessary Tor (Devon) / 97.7 MHz en Normandie (Cotentin) et Nord Bretagne (Nord du Finistère) ;
- Rowridge (Isle Of Wight) / 98.2 MHz en Normandie (Cotentin et Calvados) ;
- Wrotham (Kent) / 98.8 MHz en Hauts-de-France (Côte d'Opale) ;
- Swingate (Kent) / 99.5 MHz en Hauts-de-France (Côte d'Opale).